# رهاین-کرایس نویسس
رهاین-کرایس نویسس (به آلمانی: Rhein-Kreis Neuss) یک ناحیه در آلمان است که در دوسلدورف واقع شده‌است. رهاین-کرایس نویسس ۴۴۳٬۱۱۲ نفر جمعیت دارد.